# Bagota
Bagota (szlovákul Bohatá) a 8153 lakosú (2001) Ógyalla (Hurbanovo) északkeleti városrésze. Szlovákiában, a Nyitrai kerület Komáromi járásában, a Zsitva folyó bal partján, Komáromtól 15 km-re észak-északkeletre, Érsekújvártól 15 km-re dél-délkeletre található. Kataszteri területe 19,09 km². Teljesen egybeépült Ógyallával.

## Fekvése
Bagota Ógyalla városközpontjától 2 km-re északkeletre fekszik, a Komáromot Érsekújvárral összekötő 64-es főút mentén, mely a településrész főutcája is egyben „Érsekújvári utca” néven. A beépített terület keleti határát a Komárom–Érsekújvár-vasútvonal alkotja. Bagotánál ágazik el az Ímelyre (5 km) és a Perbetére (10 km) vezető mellékút.
A vasútvonaltól keletre Újbagota (Nová Bohatá) településrész, majd 3 km-re keletebbre a főként szlovák telepesek leszármazottai által lakott Margitpuszta (Nová Trstená) terül el. A Bajcs felé vezető út mentén található Pálmajor (Pavlov dvor) településrész. Bagota határában ásványvízforrások is találhatók.

## Története

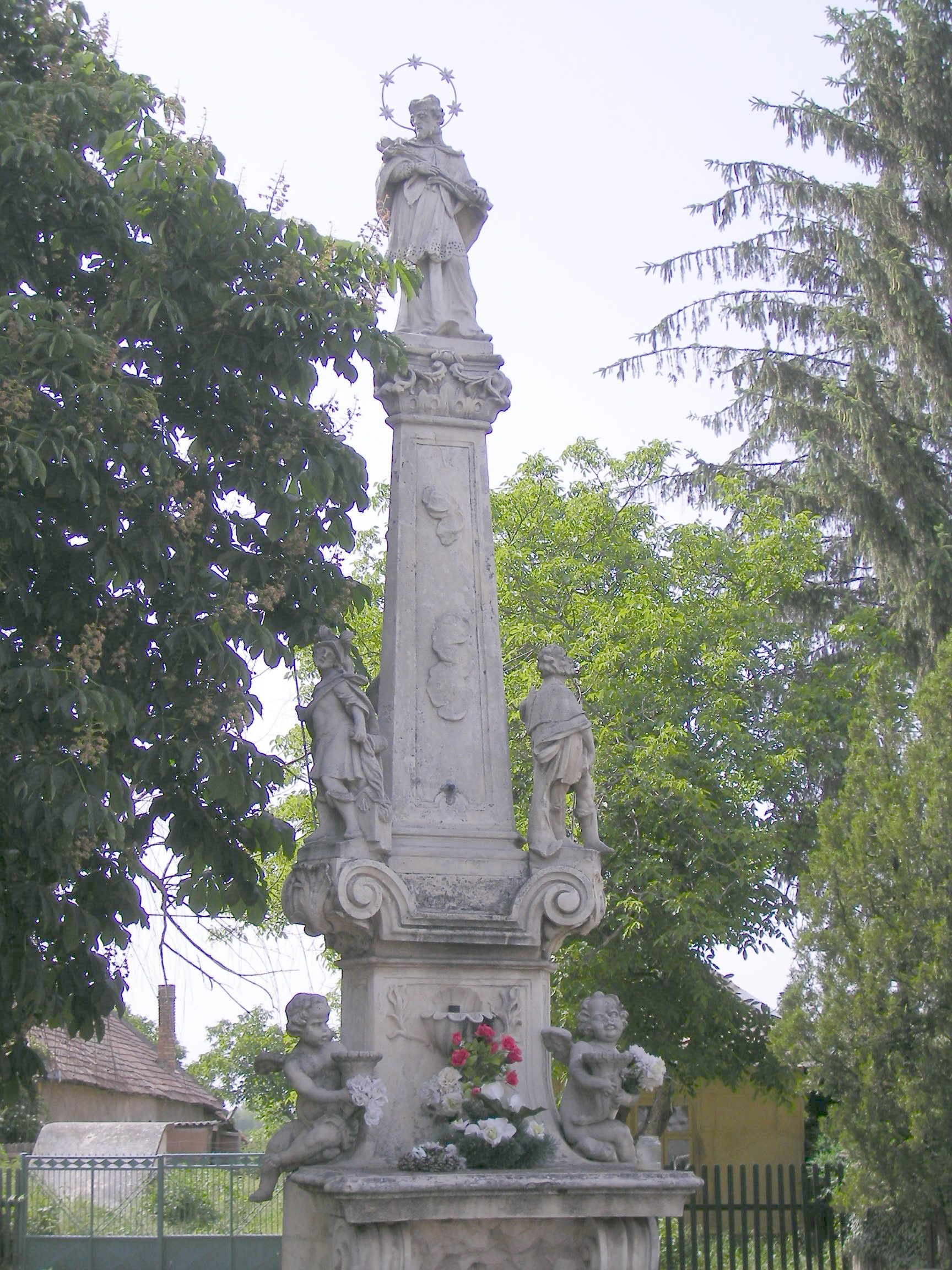
A Nepomuki Szent János-oszlop

A területről kőkorszaki, bronzkori és középkori leletek – köztük egy honfoglalás idejéből való temető és egy 12. századi templom alapjai – kerültek elő. A település első említése – Bohotá formában – 1304-ből való.[forrás?] Nevét egyesek a szláv „Baguta” személynévből eredeztetik, míg mások szerint az ugyancsak szláv eredetű neve magyarul „gazdag” jelentéssel bír. Első említésekor – amelyet többen 14. századi hamisítványnak tartanak – Szencsei László a királytól kapott Torozmei felét (Nyitra vármegye) átadta rokonainak: Tiburc fia Tiburcnak és Bagotai András nemesnek. 1404-ben – amikor Bagatha néven szerepel – a Désházy család birtoka, majd 1571-ben az Ordódyak kezére került. 1427-ben a Födémesi családbeliek fizették ki özv. Checheni Katalin itteni hitbérét.
A XVI. sz. második felében – a török háborúk alatt – elpusztult, újratelepítésére a XVII. sz. közepén került sor. Ebben az időben lakosai református magyarok voltak, akiknek anyaegyházához az ógyallai leányegyház is tartozott. Az 1654-es összeírás a falu református parókiájáról, s Oroszi János prédikátoráról is említést tesz. 1675-ben már Séllyei András volt a bagotai lelkész. 1719-ben a falu földesura, Ordódy Kristóf elkergette az akkori papot, Ráczkevei Jánost. Az 1730-ból való iratok a község nemesi kiváltságait taglalják. Ebben az időben az Ordódy családnak már több kúriája is állt a faluban.
1851-ben Fényes Elek az alábbiakat jegyezte fel a településről: „Bagotta magyar és tót falu Komárom vármegyében, fekszik a Zsitva mellett, a Komáromtól Érsekujvárra menő országutban, mind a két várostól 2 mérföldnyire. Utolsó posta Perbete. Határa, mellynek nagyobb része dombos, kisebb része róna, kiterjed 4229 holdra, mellyből 23¾ rész jobbágytelek után van 1094 hold urbéri föld; földesuri használat alatt 1207 hold. Az egész határ homokos, leginkább megtermi a rozsot; a mezei gazdaság, a földesuri tagosított birtokokat értve, virágzó állapotban van. Határát a Zsitva vize folyja keresztül; népessége 1300 lélek, mellyböl 750 római katholikus, 130 református, 150 zsidó. Mind a római katholikus, mind a református az ógyallai egyházhoz kapcsoltattak, azonban a katholikusoknak, valamint a zsidóknak is helyben van imaházuk. A lakosok nyelvre nézve többnyire magyarok és tótok, van köztük 45 kőmíves, 1 csizmadia, 3 szabó, 2 ács. Mindezek 3-man kívül nem czéhbeliek, hanem csak kontár kézmivesek s mesterségeikkel csak télen foglalkoznak. Földes ura az Ordódy család férfiága”.
A 19. század végén az Ordódy családnak már kilenc kúriája volt Bagotán, a két világháború közötti időben ezerhektáros mintagazdasága volt itt.
Az utolsó Ordódy családtagok akik a faluban laktak báró Thoroczkay Lászlóné Ordódy Ilona, és testvére Ordódy Mária voltak. Az ógyallai születésű Bartal Klára többször is megemlékezik verseiben Bagotáról.
A 20. század elején a Komárom vármegye Udvardi járásához tartozó kisközség postahivatallal, szeszfőzdével, urasági tehenészettel, valamint 1155 magyar lakossal (1900.) rendelkezett. Rövid ideig szolgabírói hely is  volt. Lakói jobbára földművelésből és állattenyésztésből éltek. A legnagyobb földbirtokosa még mindig az Ordódy-család volt, de a Kulcsár és az Udvarnok família is jelentősebb földterületekkel rendelkezett.
1919 januárjában a csehszlovák legionáriusok elfoglalták, majd a Trianoni döntés következtében 1920-ban jogilag is Csehszlovákiához került, ám nevét változatlan formában meghagyták. Az 1930-as népszámláláson az 1417 lakosa közül már 483 csehszlováknak vallotta magát. 1938–1945 között ismét Magyarországhoz tartozott, majd a második világháborút követően újra Csehszlovákiának adták. 1947–48-ban lakóinak jelentős részét (köztük beteg öregeket, nagycsaládokat és kisgyermekeket) marhavagonokban Magyarországra telepítették át, ahol a következő évtizedekben nagy általánosságban rosszabb körülmények közé kerültek. Nem tanulhattak, nem választhattak szabadon munkahelyet, mivel megbélyegzett "rendszerellenes idegeneknek" tekintették őket.[forrás?] Otthonaikba magyarországi szlovák családokat ültettek. A község hivatalos szlovák nevét 1948-ban Bohatá alakra változtatták. 1945 után a termelőszövetkezet (EFSz) és Érsekújvár, Komárom ipari üzemei kínáltak munkalehetőséget. 1971-ben Ógyallához csatolták, ezzel egyidőben az egyesített község városi rangot kapott.

## Népesség

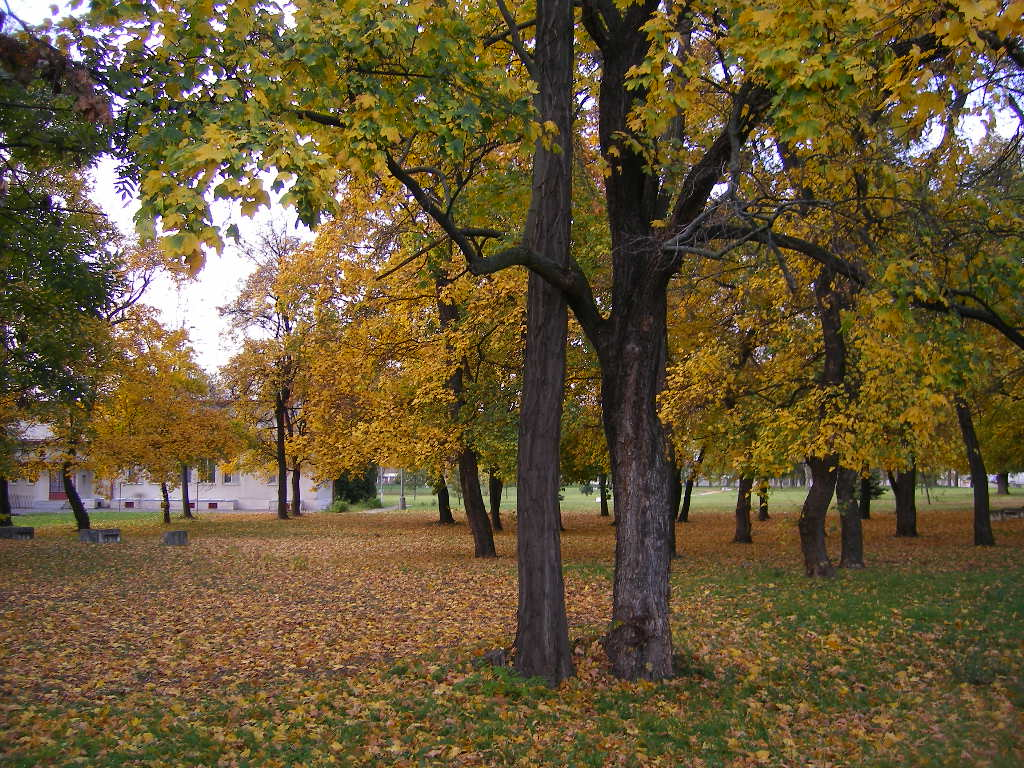
Park Bagotán

A többutcás útifalut 1971-ben csatolták Ógyalla városhoz. A település lakosainak többsége római katolikus vallású, s az ógyallai plébánia fíliáját alkotják. Kisebb részben reformátusok is élnek a faluban. Az 1947–48-as szlovák–magyar lakosságcsere keretében idekerült szlovákok körében a baptista hitélet is jellemző. Amíg 2001-ben a város alig több mint 50%-a vallotta magát magyarnak, addig a településrészen – bár pontos adatunk nincs – jelentősebb arányt képviselhet a magyarság.

## Gazdaság és infrastruktúra
A város intézményeinek, ipari, kereskedelmi és szolgáltató egységeinek döntő többsége Ógyallán található. Odaszámítják a két település között elterülő sörgyárat is (jelenleg a Heineken cég tulajdonában van), ahol – többek között – a nagyhírű Aranyfácán (Zlatý Bažant) sört gyártják. A településrészen posta, illetve több kereskedelmi és vendéglátóegység működik. 2004 szeptemberéig óvodája és 1–4. osztályos szlovák alapiskolája is volt, de azokat megszüntették.
Bagota kataszteri területén, Bagota és Pálmajor között építette fel a dél-koreai Nuritech vállalat nagy elektronikai üzemét.
A KENZEL Kerékpárgyár a bagotai Kender József és magyarországi nagybátyjának közös tulajdona. A gyár a gyermek-, felnőtt- és túrakerékpárjait – Szlovákián és Magyarországon kívül – Görögország, Csehország és Németország piacaira is szállítja. A településrész többségének a helyi (ógyallai) és a környék (leginkább Érsekújvár, Komárom) ipara nyújt megélhetést, de néhányan még ma is élnek a mezőgazdaságból. Az utóbbi években a szőlőtermesztés, valamint az erre épülő borászat jelentősége ismét növekvő tendenciát mutat.

## Nevezetességei

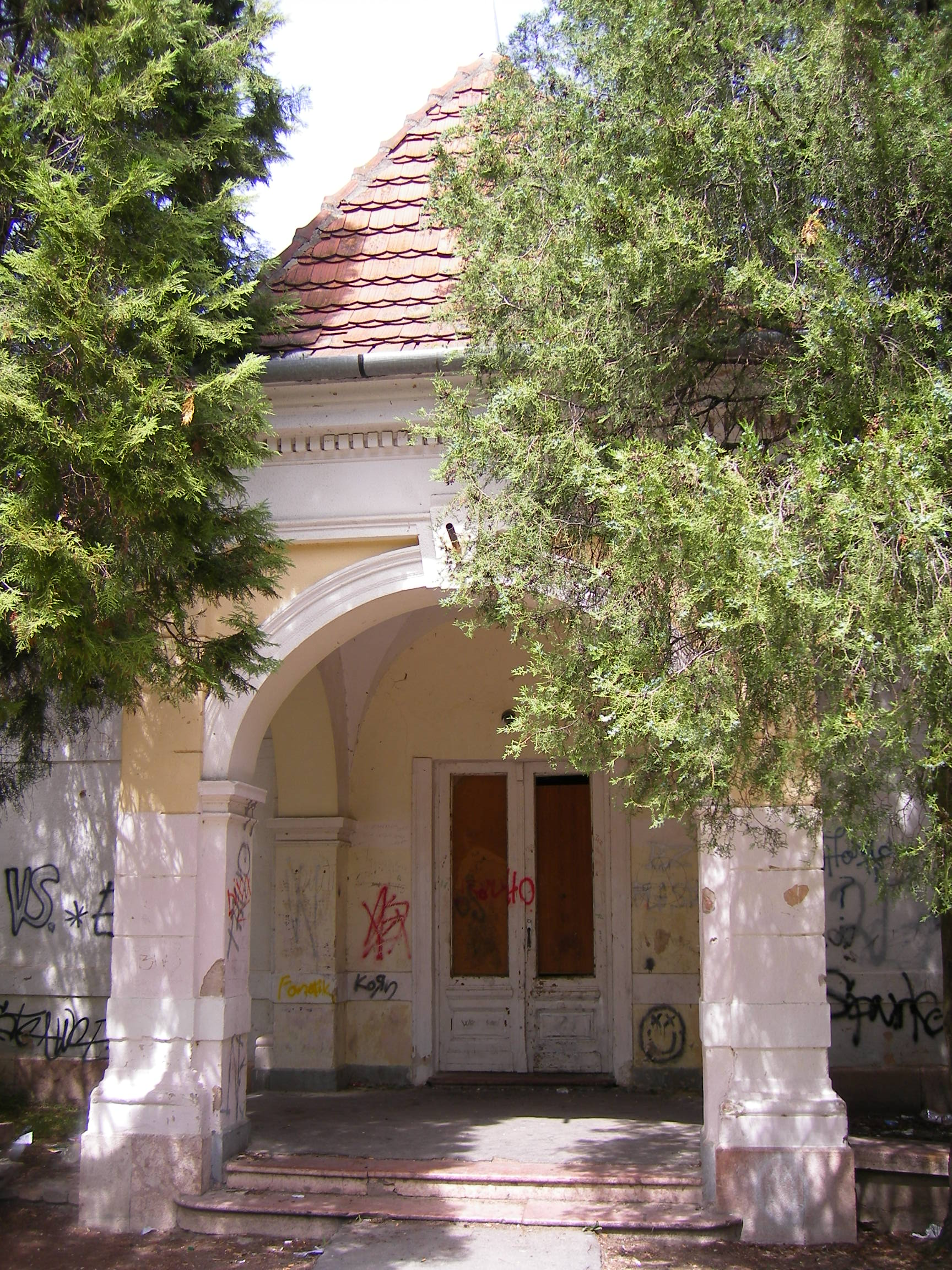
A régi kúriák egyike

- Bagota legjelentősebb építészeti értéke a késő barokk stílusban épült, 1739-ből való, a 18. század végén klasszicista stílusban átépített Szent Anna római katolikus templom, amelynek gondnokságát 1945-ig az Ordódy család férfi tagjai viselték. A templomot 1963. július 14-én műemlékké nyilvánították.[2]
- Említést érdemel még a templom előtt álló két népies, süttői vörösmészkőből készült feszület is. A jobb oldalit 1912-ben, a bal oldalit 1901-ben emelték.
- A Nepomuki Szent János-oszlop 1770 körül épült, értékes barokk műemlék.
- A katolikus templom mögötti temetőben található az Ordódy-család számos tagjának régi, nemesi címeres síremléke.
- A temetőben több szakrális kisemlék található:
  - 18. századi fakereszt – 1735-ben állították, 1992-ben restaurálták;
  - 18. századi barokk homokkő kereszt – feltehetően az Ordódy család emeltette, rossz állapotban van;
  - Temetői nagykereszt – 1994-ben emeltette Radosický László;
  - Öregtemetői nagykereszt – Trencsik Mária emeltette 1891. április 27-én.
- Az Ordódyak három klasszicista stílusú kúriája  a 19. században épült. Bagota déli részén fennmaradt az értékes park is.
- Református harangláb – a csillaggal megjelölt toronyépítményű haranglábat 1991 után építették az útépítési munkálatok során összedőlt régi harangláb helyett.
- Szent Antal homokkő szobra a főút feletti kis dombon áll.
- A Bagota és Pálmajor között található, Jézus Szívének szentelt útmenti képoszlopot 1934-ben emelték.
- A Pálmajoron található útmenti keresztet 1852-ben állíttatta Ordódy Ferenc.
- A margitpusztai temetőben álló keresztet és haranglábat 1933-ban szentelték fel.

## Képtár

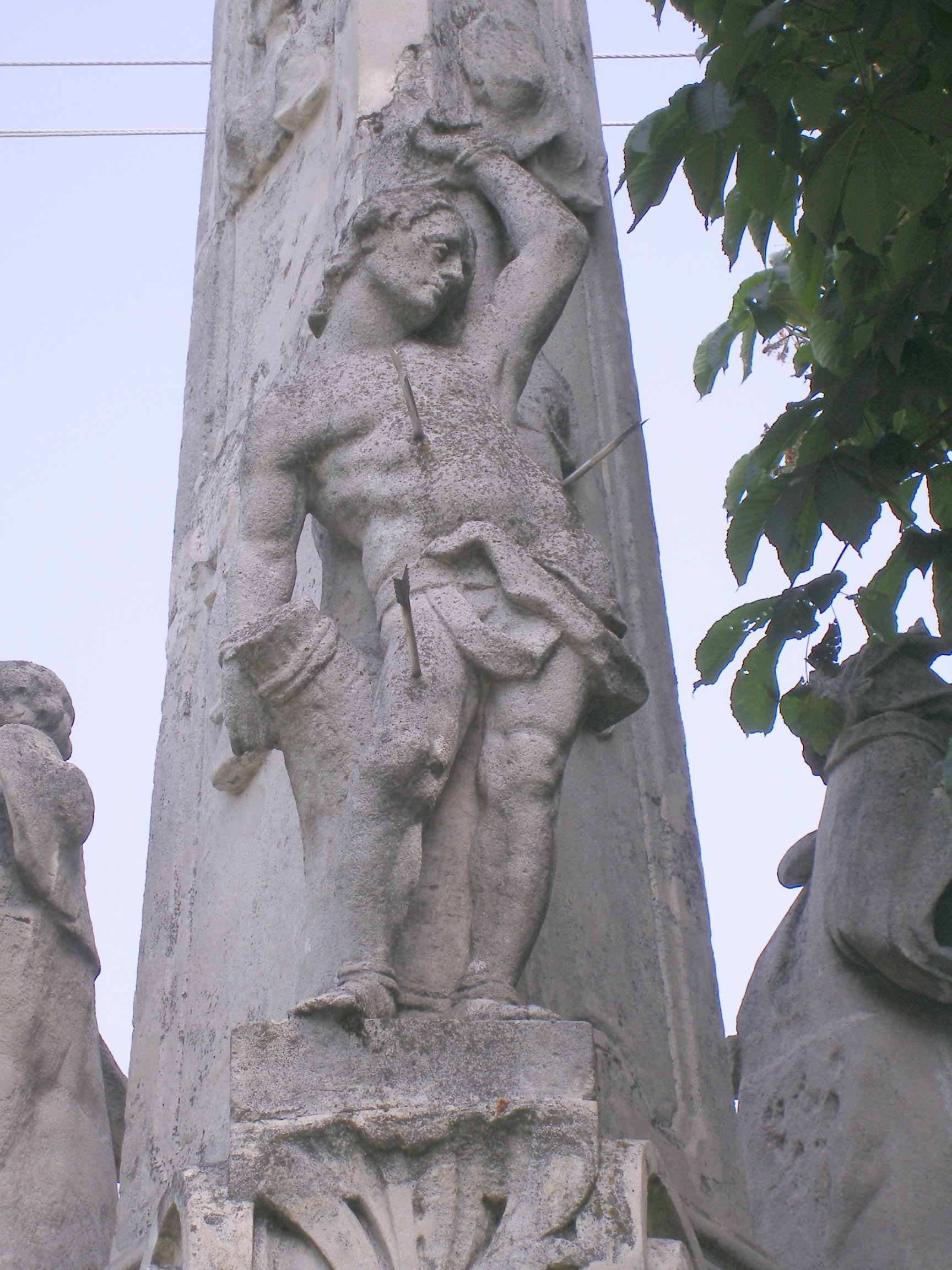
Szent Sebestyén szobra a Nepomuki Szent János-oszlopon
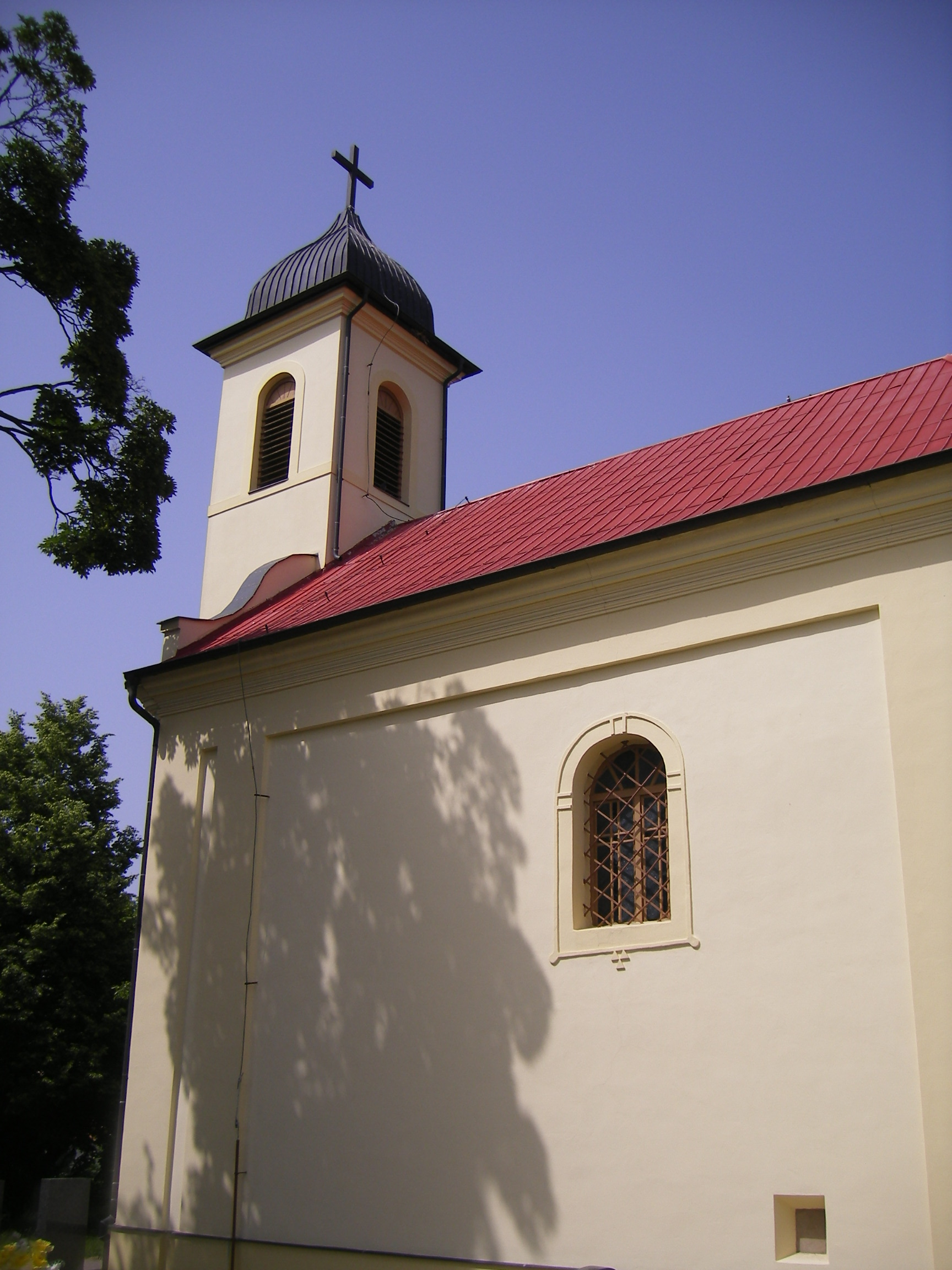
Szent Anna-templom
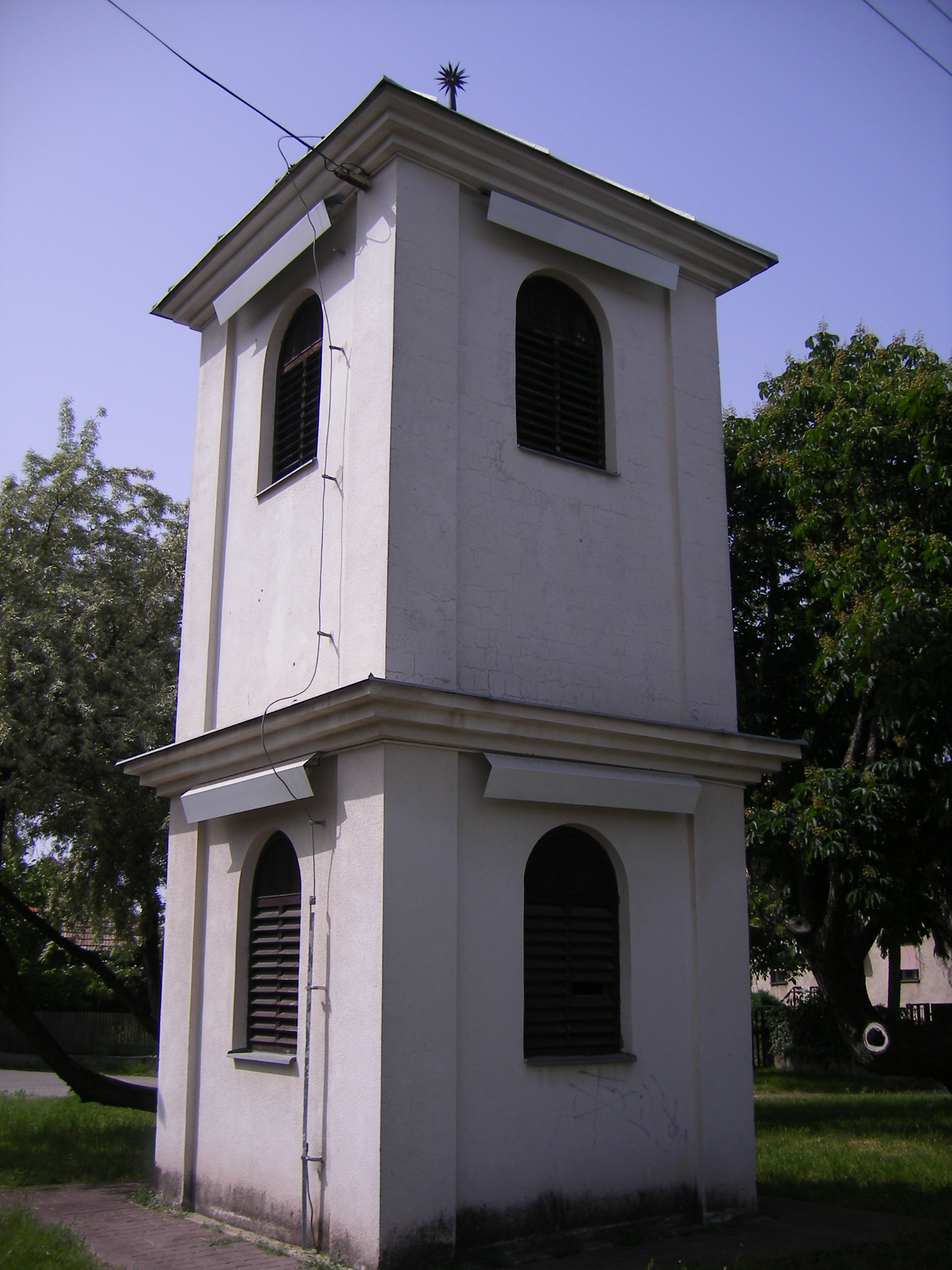
Református harangláb
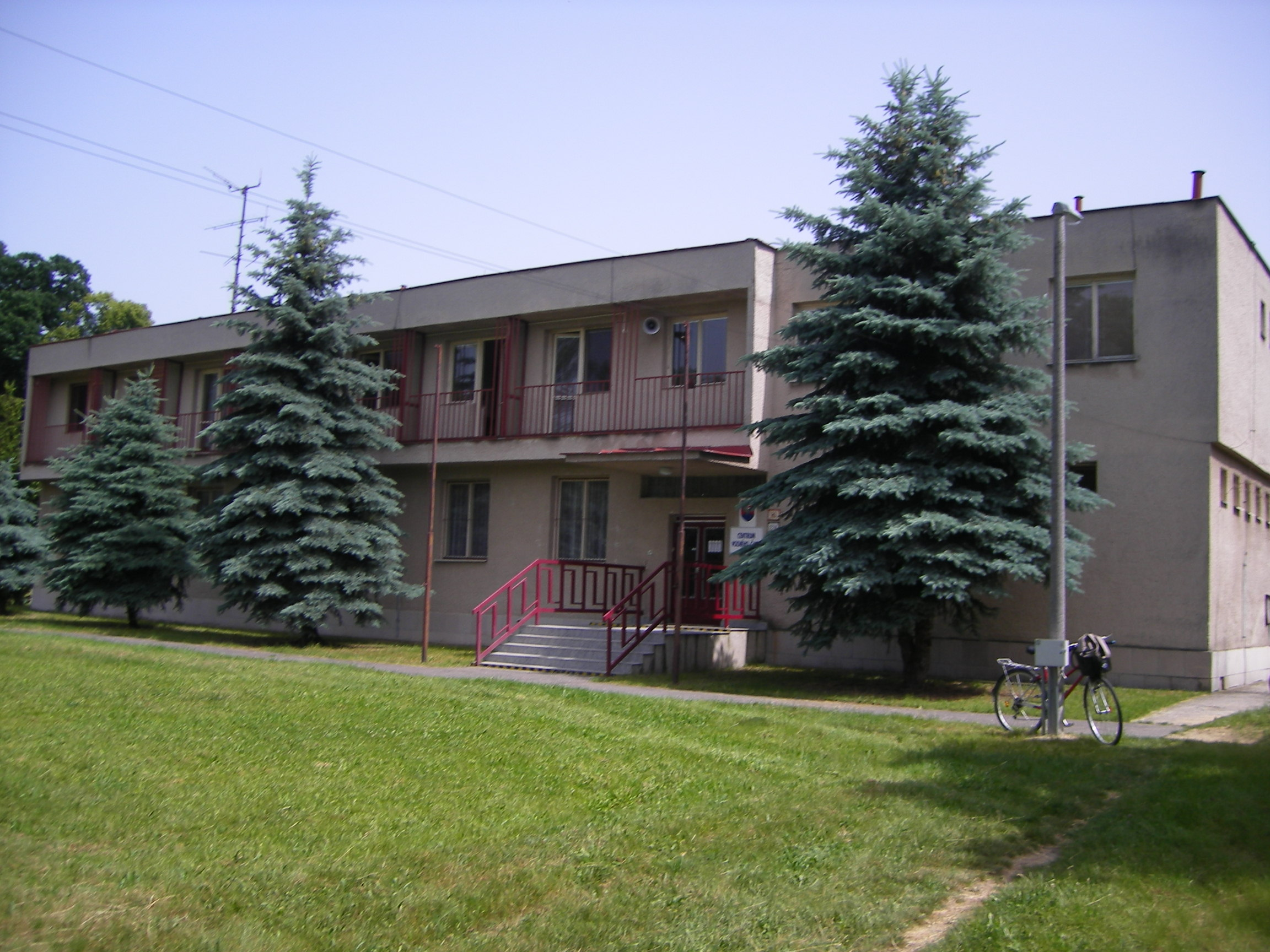
Szabadidőközpont
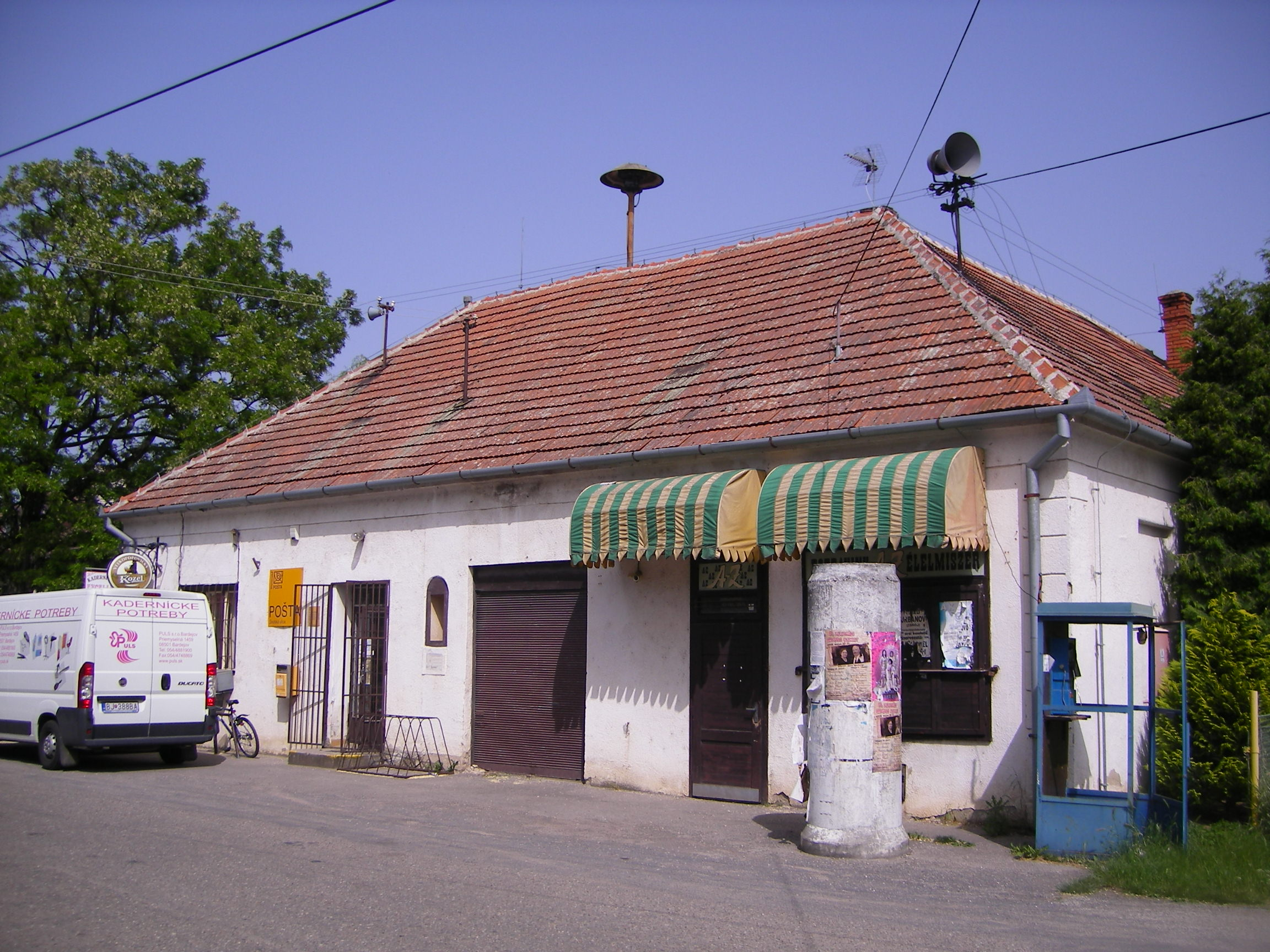
Posta
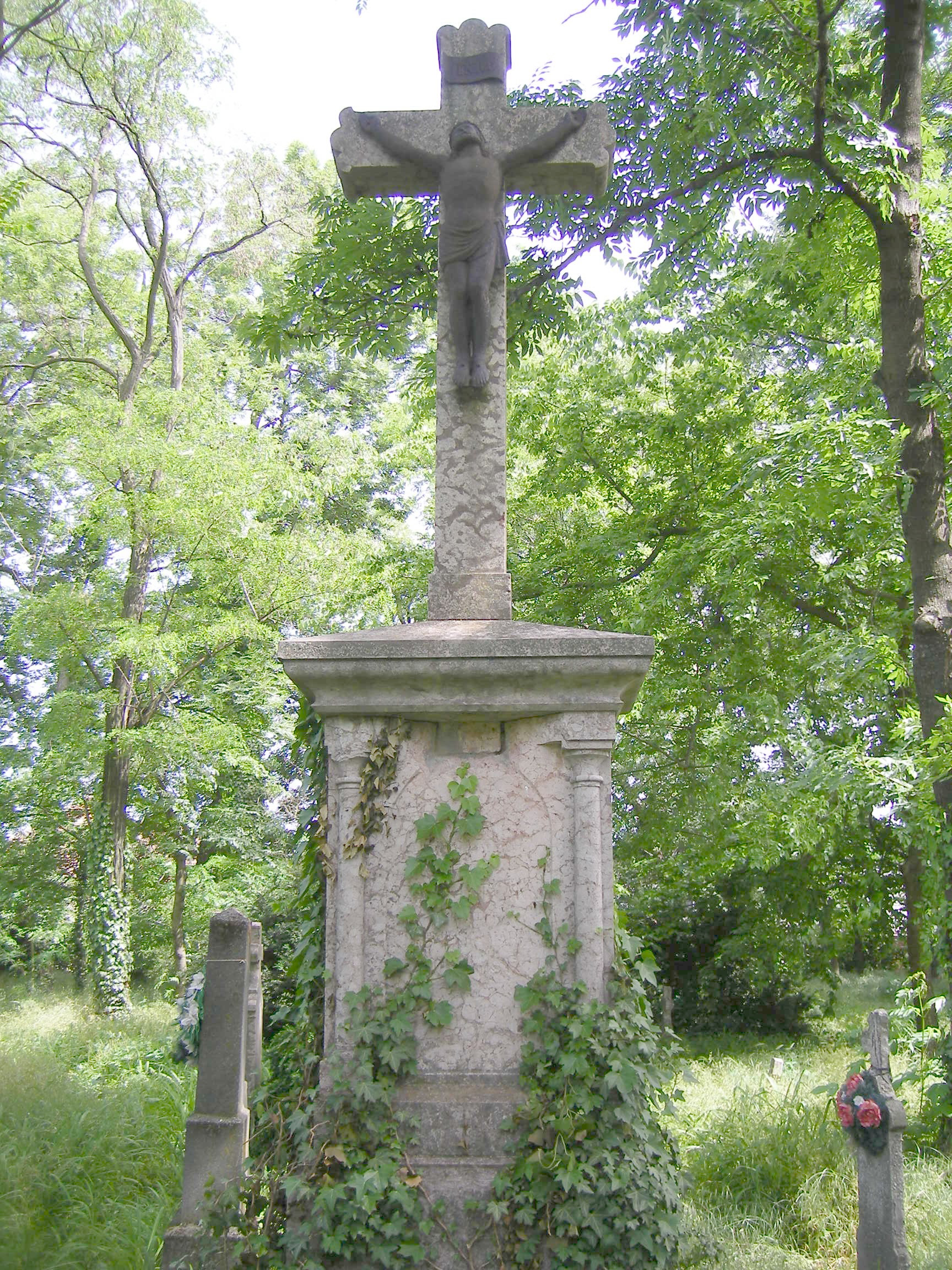
Nagykereszt az Öregtemetőben
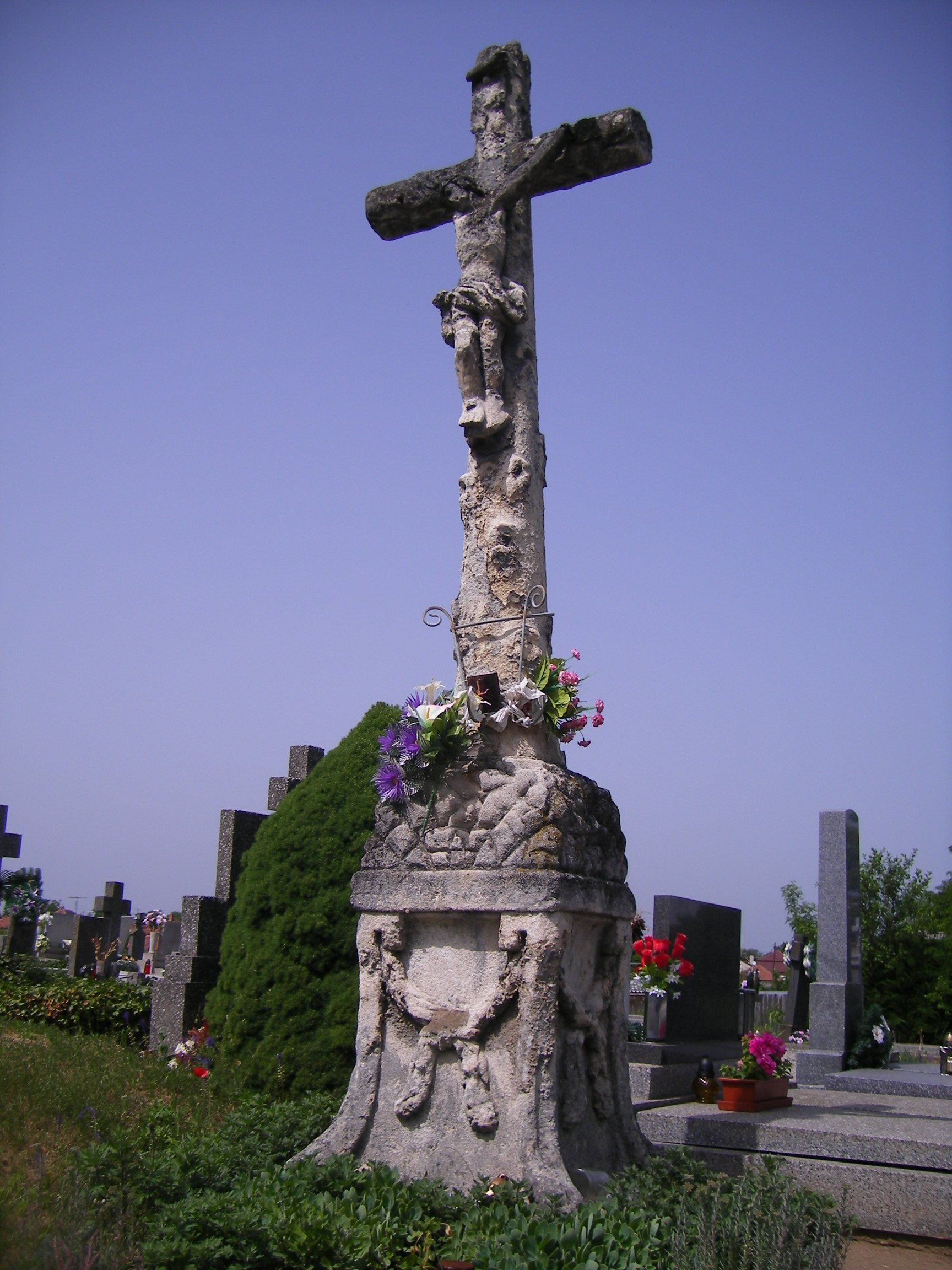
Barokk homokkő kereszt a temetőben
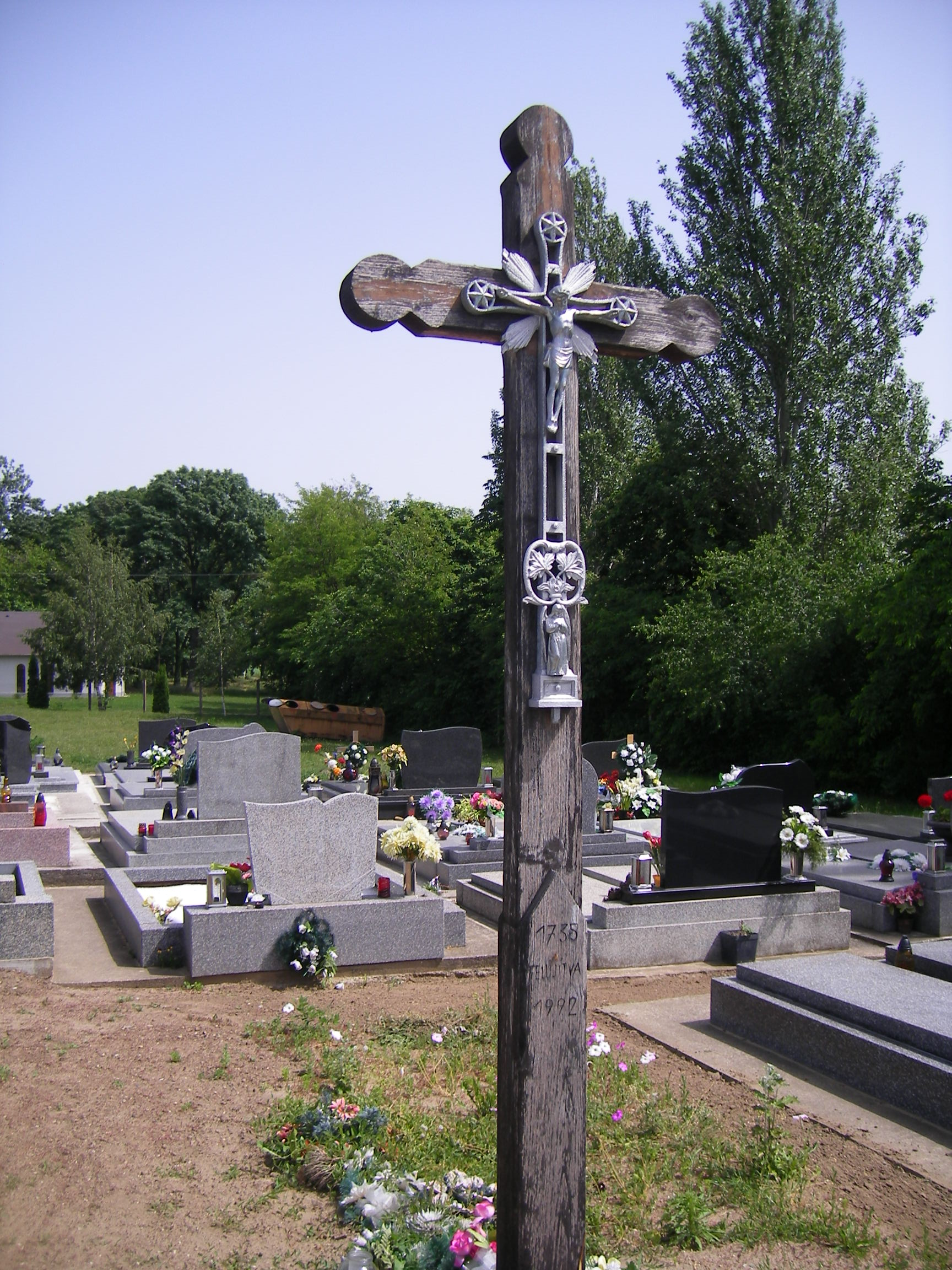
Helyreállított 18. századi fakereszt
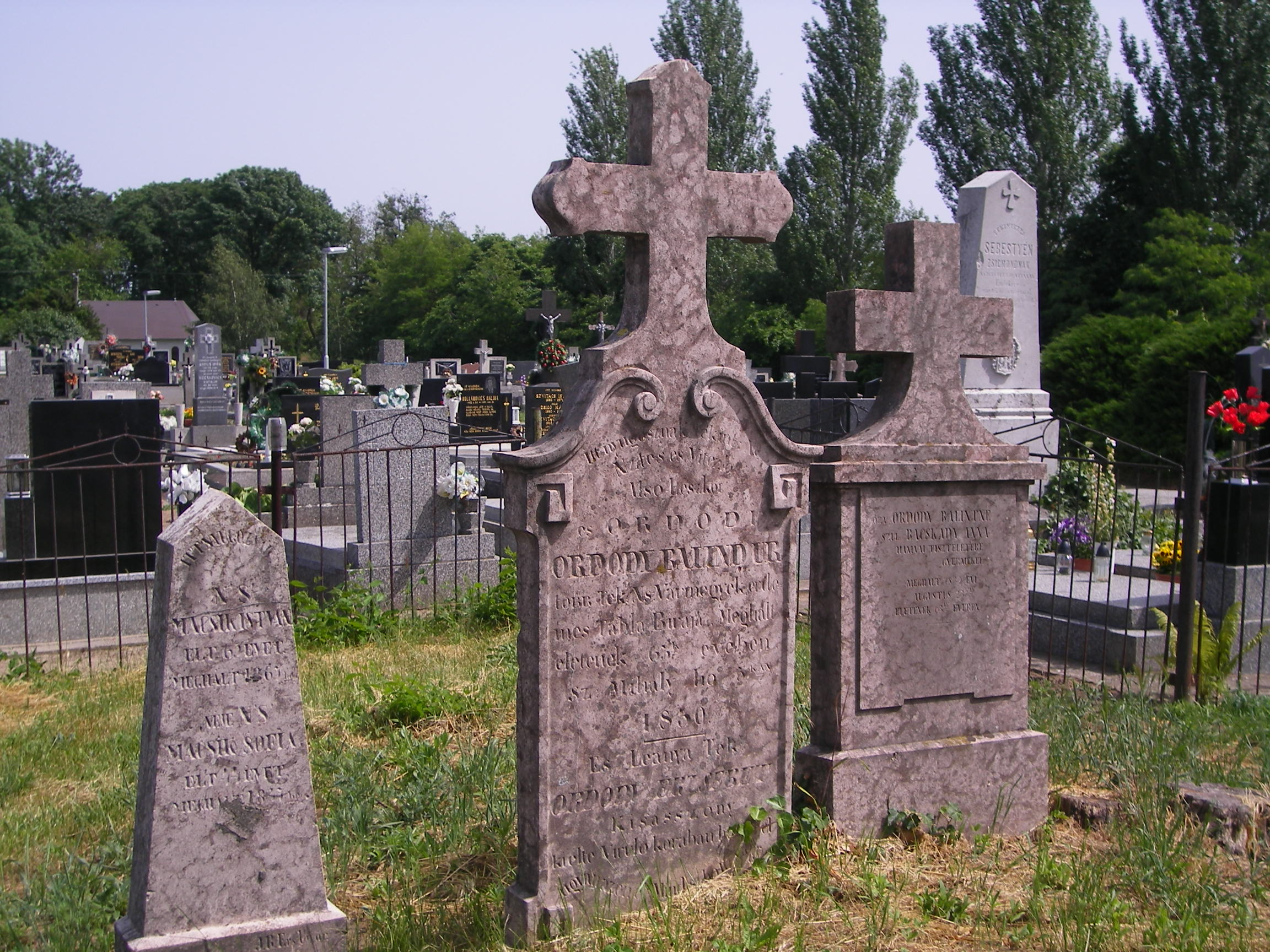
Az Ordódy család tagjainak síremlékei
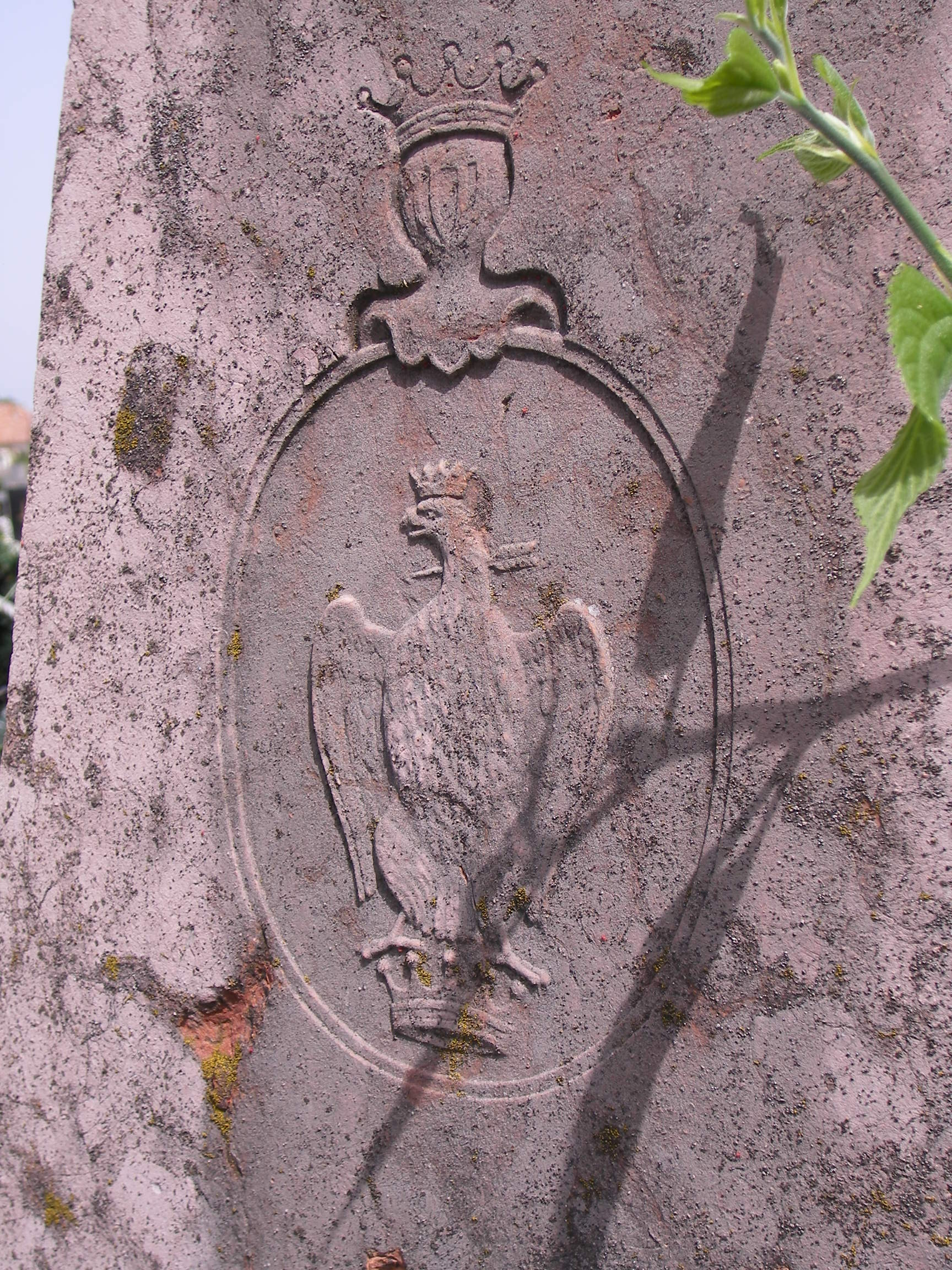
Ordódy-címer egy régi sírkövön
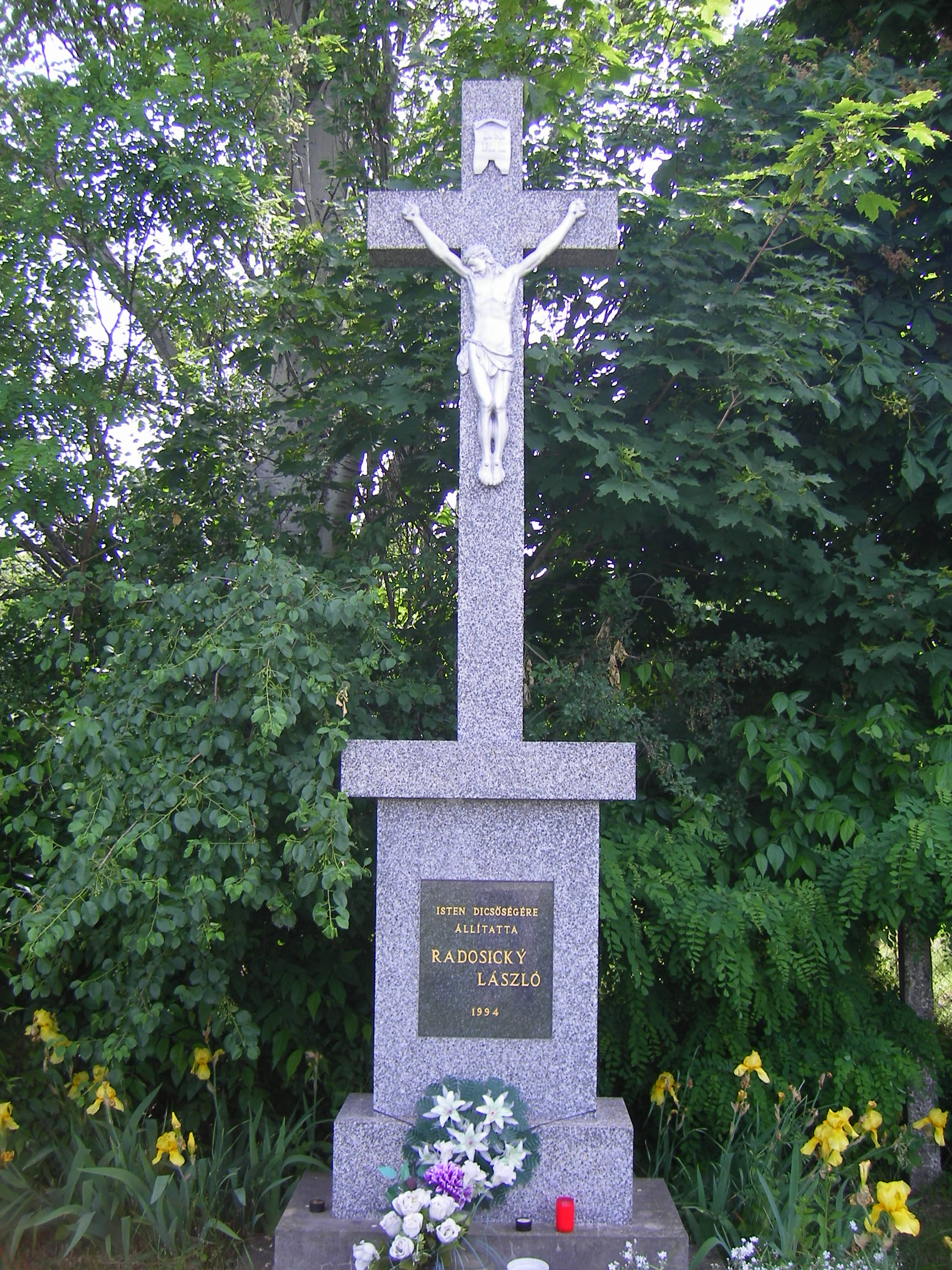
1994-ben emelt temetői nagykereszt
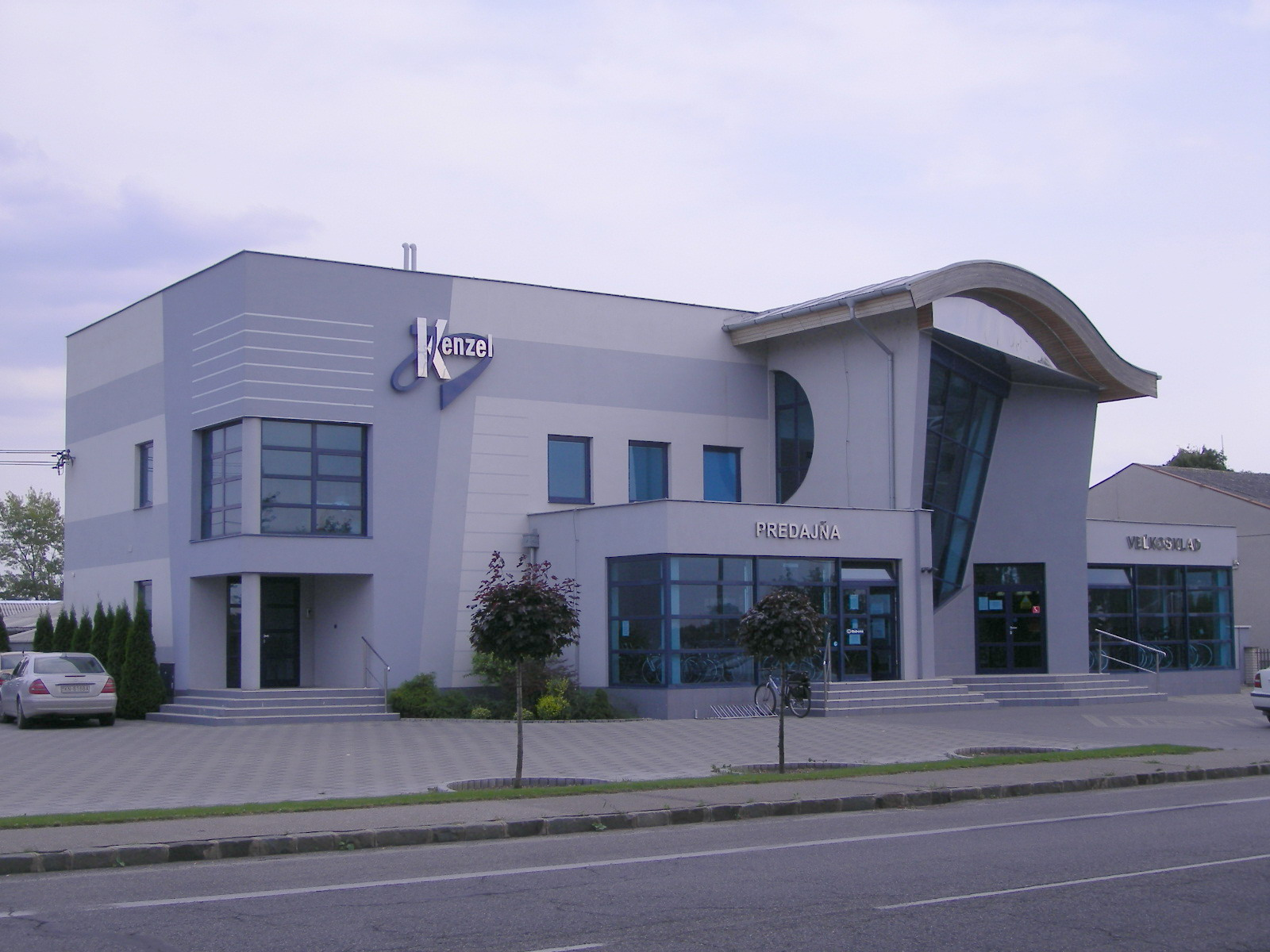
A Kenzel kerékpárüzem
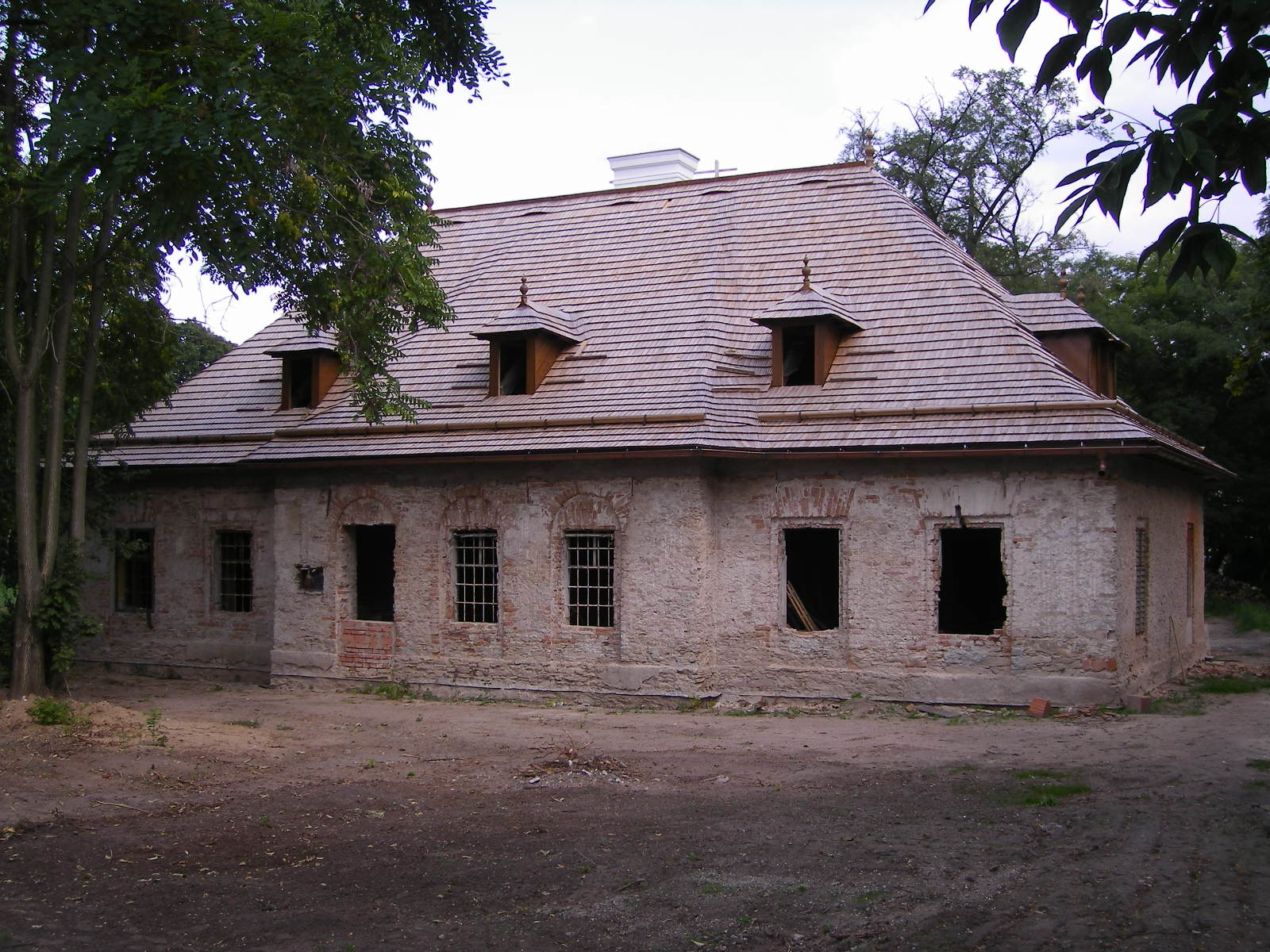
A régi kúriák egyike

## Lásd még
- Ógyalla
- Szent Anna-templom (Bagota)
- Nepomuki Szent János-oszlop (Bagota)